# چاپالی
چاپالی (به ترکی استانبولی: Çapalı) یک منطقهٔ مسکونی در ترکیه است که در دینار (شهر) واقع شده‌است.